# Subprefeitura de Pirituba/Jaraguá
A Subprefeitura de Pirituba/Jaraguá é uma das 32 subprefeituras da cidade de São Paulo, sendo regida pela Lei nº 13.999 de 1º de agosto de 2002.
É composta por três distritos: Pirituba, São Domingos e Jaraguá, que, somados, representam uma área de 54,7 km², habitada por mais de 400 000 pessoas.
Atualmente, tem como subprefeito Marcos Zerbini.

## Topônimo
A origem do seu nome é o resultado da justaposição das palavra tupis pi'ri ("junco") e tyba ("ajuntamento"). Significa, portanto, "ajuntamento de juncos". Na região, havia uma lagoa denominada Pirituba, resultante de um dos braços do Rio Tietê, que passa próximo.